# Guerlain Chicherit

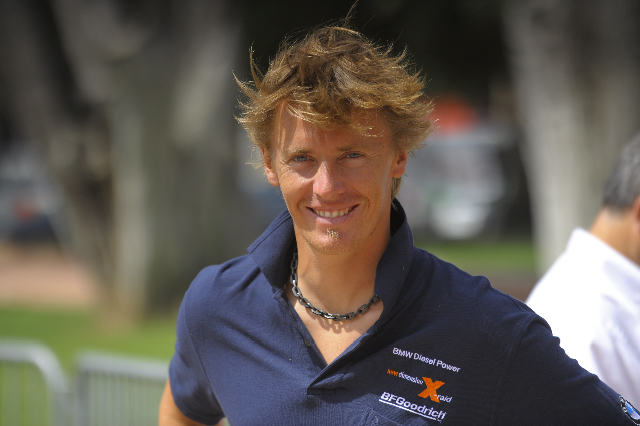
Guerlain Chicherit

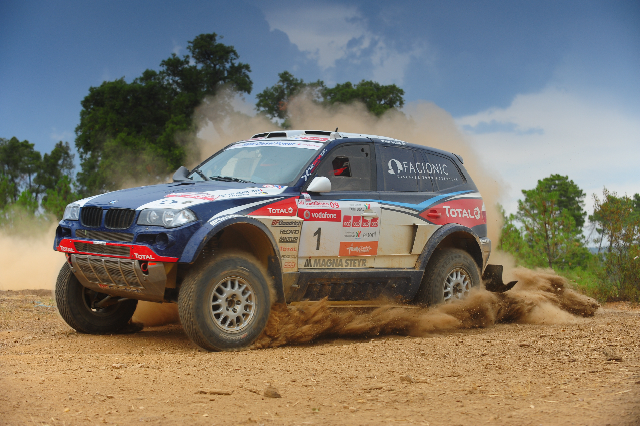
Chicherit a BMW X-Raid csapatában

Guerlain Chicherit (Párizs, 1978. május 20. –) francia autóversenyző, csapattulajdonos és szabadstílusú síelő. Jelenleg a Ralikrossz-világbajnokság mezőnyének tagja.
Autóversenyzői pályafutását 2003-ban kezdte, amikor is egy Citroen Saxo-val vett részt hazája raliversenyein. 2005-ben megnyerte a Dakar Challenge nevű rendezvényt, melynek köszönhetően a 2006-os Dakar-ralin a BMW-csapat egyik versenyautóját vezethette. Első Dakarján Guerlain egy szakaszgyőzelmet szerzett, és legjobb BMW-s ként, a kilencedik helyen fejezte be a versenyt. 2007-ben egy baleset miatt nem ért célba.
A 2009-es, Dél-Amerikában rendezett Dakaron már az első szakaszon balesetet szenvedett. Ezután Chicherit több mint hét órás hátrányban állt a vezetőkhöz képest, ám a verseny végére az összetett kilencedik helyig küzdötte fel magát.
A 2010-es versenyen a kilencszeres Dakar-győztes Stéphane Peterhansel, és a 2004-ben motoron győztes Nani Roma lett Guerlain csapattársa a BMW-nél. A tizenegyedik szakaszon Chicherit megszerezte pályafutása második részsikerét, a célban pedig Peterhansel mögött, az ötödik helyen zárt.

## Eredményei

### Teljes Dakar-rali eredménysorozata[4]
| Szezon | Autó         | Helyezés | Szakaszgyőzelem |
| ------ | ------------ | -------- | --------------- |
| 2005   | Nissan       | 49.      | 0               |
| 2006   | BMW X3       | 9.       | 1               |
| 2007   | X-Raid BMW   | Ki       | 0               |
| 2009   | X-Raid BMW   | 9.       | 0               |
| 2010   | X-Raid BMW   | 5.       | 1               |
| 2011   | X-Raid Mini  | Ki       | 0               |
| 2013   | SMG buggy    | 8.       | 1               |
| 2014   | SMG buggy    | Ki       | 0               |
| 2015   | X-Raid buggy | 45.      | 0               |
| 2016   | X-Raid buggy | Ki       | 0               |

### Teljes FIA Ralikrossz-világbajnokság eredménysorozata
| Év   | Csapat           | Autó               | Kategória | 1      | 2     | 3      | 4      | 5      | 6      | 7      | 8      | 9      | 10     | 11     | 12     | 13  | Helyezés | Pont |
| ---- | ---------------- | ------------------ | --------- | ------ | ----- | ------ | ------ | ------ | ------ | ------ | ------ | ------ | ------ | ------ | ------ | --- | -------- | ---- |
| 2015 | JRM Racing       | MINI RX Countryman | Supercar  | POR    | HOC   | BEL    | GBR    | GER    | SWE    | CAN    | NOR    | FRA 28 | BAR    | TUR    | ITA 16 | ARG | 34.      | 1    |
| 2016 | JRM Racing       | MINI RX Countryman | Supercar  | POR    | HOC   | BEL    | GBR    | NOR    | SWE    | CAN    | FRA 31 | BAR 20 | LAT 21 | GER 21 | ARG    |     | 26.      | 0    |
| 2017 | Fors Performance | Renault Clio IV    | Supercar  | BAR 21 | POR   | HOC 21 | BEL 20 | GBR    | NOR 19 | SWE    | CAN    | FRA    | LAT    | GER    | RSA    |     | 32.      | 0    |
| 2017 | Olsbergs MSE     |                    | RX2       | BEL    | GBR   | NOR    | SWE    | CAN 15 | FRA    | RSA 12 |        |        |        |        |        |     | 20.      | 8    |
| 2018 | GC Kompetition   | Renault Mégane RS  | Supercar  | BAR 12 | POR 5 | BEL 12 | GBR 15 | NOR 15 | SWE 14 | CAN 15 | FRA 12 | LAT 10 | USA 9  | GER 13 | RSA 12 |     | 11.      | 68   |
| 2019 | GC Kompetition   | Renault Mégane RS  | Supercar  | UAE 8  | ESP 9 | BEL 13 | GBR 9  | NOR 9  | SWE 14 | CAN 4  | FRA 13 | LAT 15 | RSA    |        |        |     | 12.*     | 61*  |

* A szezon jelenleg is zajlik.